# Mierbodemkrabspin
De mierbodemkrabspin (Ozyptila scabricula) is een spinnensoort in de taxonomische indeling van de krabspinnen (Thomisidae).
Het dier komt uit het geslacht Ozyptila. Ozyptila scabricula werd in 1851 beschreven door Johan Peter Westring.